# ボリス・エブゼーエフ
ボリス・サファロヴィチ・エブゼーエフ（カラチャイ・バルカル語: Эбзеланы Сафарны джашы Борис, ロシア語: Борис Сафарович Эбзеев, Boris Safarovich Ebzeev、1950年2月25日 - ）は、ロシアの法律学者、政治家。2008年から2011年まで第3代カラチャイ・チェルケス共和国大統領を務めた。サラトフ法律アカデミー人権憲法部長。カラチャイ人。イスラム教スンニー派。